# Словацкий военный контингент в Ираке
Словацкий военный контингент в Ираке — подразделение вооружённых сил Словакии, в 2003—2007 гг. принимавшее участие в войне в Ираке.

## История

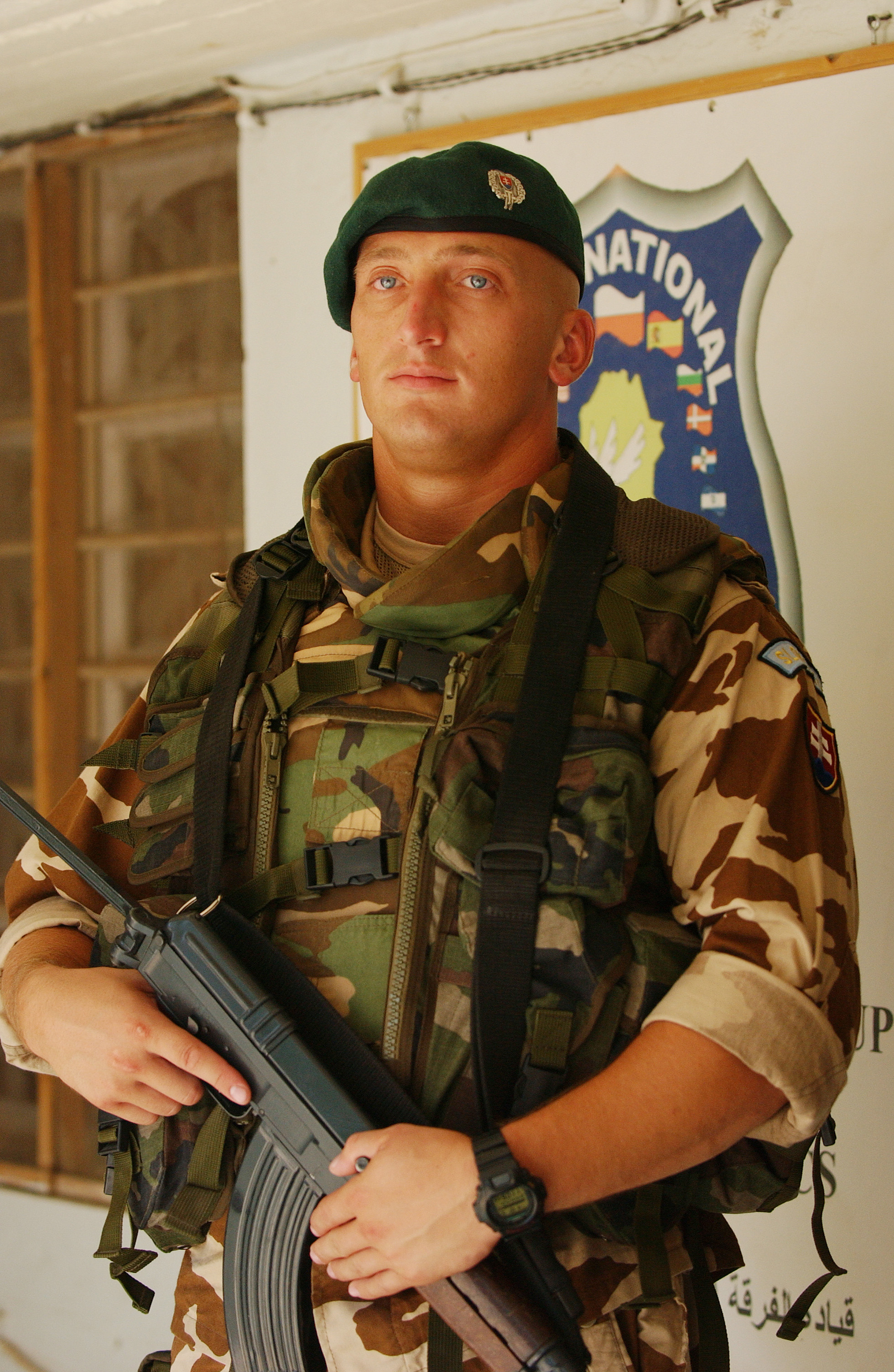
Военнослужащий Словакии с автоматом vz.58V у входа в здание штаба на военной базе Camp Echo, Ирак (5 октября 2006)

Правительство Словакии объявило о намерении отправить в Ирак подразделение из 75 военнослужащих в марте 2003 года.
Войска Словакии (105 военнослужащих) прибыли в Ирак в августе 2003 года. Местом их постоянной дислокации стала военная база в городе Эль-Хилла, основными задачами являлись охрана важных объектов инфраструктуры и разминирование местности. 
8 июня 2004 года в районе города Эс-Сувайра в результате взрыва в перевозившем взрывчатку транспортном средстве польского военного контингента погибли шесть военнослужащих коалиционных войск (три военнослужащих инженерного подразделения Словакии, два военнослужащих Польши и один военнослужащий Латвии).
14 августа 2004 года Североатлантический совет НАТО начал операцию «NATO Training Mission-Iraq», в соответствии с которой Словакия отправила в Ирак 5 военных инструкторов и выделила 53 тыс. долларов США на финансирование программы обучения сил безопасности Ирака. Позднее количество военных инструкторов было увеличено до 11 офицеров.
11 июня 2005 года смертник взорвал себя у посольства Словакии в Багдаде. Хотя персонал посольства не пострадал, здание получило повреждения.
10 ноября 2006 года в районе города Эль-Кут заложенное возле дороги минно-взрывное устройство сработало в тот момент, когда мимо проезжала колонна из 20 автомашин коалиционных войск (десяти машин контингента Словакии, шести машин войск Сальвадора и четырёх машин войск США). Взрывом были убиты два (1 солдат Словакии и 1 солдат Польши) и ранены ещё два иностранных военнослужащих (1 солдат Польши и 1 ст. лейтенант Армении).
Участие в войне в Ираке вызвало недовольство у населения страны, на парламентских выборах 17 июня 2006 года победил Р. Фицо (одним из пунктов предвыборной программы которого являлся вывод словацких войск из Ирака). В октябре 2006 года правительство Словакии утвердило решение о выводе военного контингента из Ирака. В январе 2007 года началась эвакуация словацких войск из Ирака, в апреле 2007 года из страны были выведены военные инструкторы, в начале ноября 2007 года в стране осталось два военнослужащих Словакии при штабе войск в "зелёной зоне" Багдада.
15 декабря 2011 года США объявили о победе и официальном завершении Иракской войны, однако боевые действия в стране продолжались.
Позднее Словакия вновь отправила военнослужащих в Ирак. В 2018 году в Ираке находилось 25 военнослужащих Словакии. После начала эпидемии COVID-19, 7 января 2020 года все семь военнослужащих Словакии были временно выведены из Ирака в другую страну, 5 августа 2020 года министерство обороны Словакии сообщило о том, что Словакия продолжит участие в операции и военнослужащие Словакии будут возвращены в Ирак.

## Результаты
Потери словацкого контингента в Ираке составили 4 военнослужащих погибшими.
В перечисленные выше потери не включены сведения о финансовых расходах на участие в войне, потерях в технике, вооружении и ином военном имуществе словацкого контингента в Ираке.